# アスタ・ラ・ビスタ、ベイビー
「アスタ・ラ・ビスタ、ベイビー」（Hasta la vista, baby）は、1991年のSFアクション映画『ターミネーター2』でアーノルド・シュワルツェネッガーが演じるタイトルキャラクターに関連するキャッチフレーズである。
日本語字幕および吹き替えでは「地獄で会おうぜ、ベイビー」（戸田奈津子による字幕）または「さっさと失せろ、ベイビー」と意訳された。

## 起源と用例
「Hasta la vista」（逐語的には「見ることまで」）という言い回しは、スペイン語の別れの挨拶で、一般に「互いに（次）会う時まで」、「後で会いましょう」、「さようなら」を意味すると理解できる。1970年、ラクエル・ウェルチのテレビ特番『ラクエル!』での「ロッキー・ラクーン」トリビュートの冒頭でボブ・ホープがウェルチに対しておどけて「Hasta la vista, baby」（hastaはハスタと発音されている）と述べた。「Baby」を後ろに付け加えたこの言い回しは、ジョディ・ワトリーの1987年のヒット曲「ルッキン・フォー・ア・ニュー・ラヴ」で使われた。また、トーン・ロックの1988年のシングル曲「ワイルド・シング」でも使われた。

## ターミネーターシリーズ

### ターミネーター2
「アスタ・ラ・ビスタ、ベイビー」は1991年の映画『ターミネーター2』で使われ、有名なキャッチフレーズとなった。劇中ではジョン・コナー（演: エドワード・ファーロング）とT-800（演: アーノルド・シュワルツェネッガー）の会話内で使われ、ジョンがT-800にスラングの使い方を教える（以下、日本語吹き替え版から）:

ジョン・コナー: 待ってよ、それじゃだめ。みんなが喋るのを聞いてて覚えなきゃ。「理解した（affirmative）」、なんて言い方は普通の人はしないよ。言うんなら、「ノープロブレム（no problemo）」だ。粋がってる奴をおちょくってやりたきゃ、「ダサいぜ（eat me）」。そいつにケンカを売ってやろうと思ったら、「さっさと失せろベイビー（hasta la vista, baby）」だ。

T-800: さっさと失せろベイビー。

T-800は液体窒素で凍ったT-1000を発砲で粉々にする前、再びこの言い回しを使う。単語「baby」の前の持続的な休止は、呼格のコンマと解釈されることで有名である。
映画のスペイン語版では、この言い回しはスペイン語話者の観客にもそのおどけた感じを失わないようにするため、日本語を使って「Sayonara, baby」と吹き替えされた。しかしながら、映画の英語版ではスペイン語の言い回しがそのまま使われた。

### ターミネーター3
この言い回しは2003年の映画『ターミネーター3』の劇中で再び使われた。ジョン・コナー（演: ニック・スタール）はT-850（演: シュワルツェネッガー）が自身が子どもの頃に会ったのと同じターミネーターと考えてこの言い回しを使用するが、T-850はそれは異なる101型だと返答する（以下、日本語吹き替え版から）:

ジョン・コナー: 俺を覚えてないのか？ サラ・コナー、サイバーダインを爆破したこと、地獄で会おうぜベイビー（hasta la vista, baby）、思い出さない？

T-850: あれは別の101型だ。

ジョン・コナー: 大量生産されたモデルだっていうのか？

T-850: その通り。

ジョン・コナー: じゃまたはじめから教え直すのかよ。

## 政治
シュワルツェネッガーは自身の政治キャリアの一環として演説の中でこの言い回しを使用してきた。1992年の共和党予備選挙では、パット・ブキャナンが現職のジョージ・H・W・ブッシュに挑戦した。シュワルツェネッガーはニューハンプシャー州でブッシュに合流し、投票者（共和党員）に対してパット・ブキャナンに対して「アスタ・ラ・ビスタ、ベイビー」というメッセージを送るよう呼び掛けた。
2003年10月7日、シュワルツェネッガーはリコール選挙でカリフォルニア州知事に選出された。ミシガン・デイリー紙はこれを「Voters bid 'hasta la vista' to Davis（有権者はデイヴィスに『アスタ・ラ・ビスタ』を告げた）」という記事名で報じた。
2008年11月17日、シュワルツェネッガーはCNNでのインタビューの中で、「カリフォルニアはとても多くの様々な課題がある — 世界最大の国の最大の州だ。アスタ・ラ・ビスタ、ベイビー!」と述べた。
2008年、シュワルツェネッガーはチリ大統領ミシェル・バチェレがカリフォルニア州に公式訪問した際に面会した。バチェレは自身の演説を「アスタ・ラ・ビスタ」という言い回しで締め、シュワルツェネッガーの訛りをまねした。
2022年7月20日、退任するイギリス首相ボリス・ジョンソンは庶民院での自身最後の首相質問の最後にこの言い回しを使った。

## その他の用例

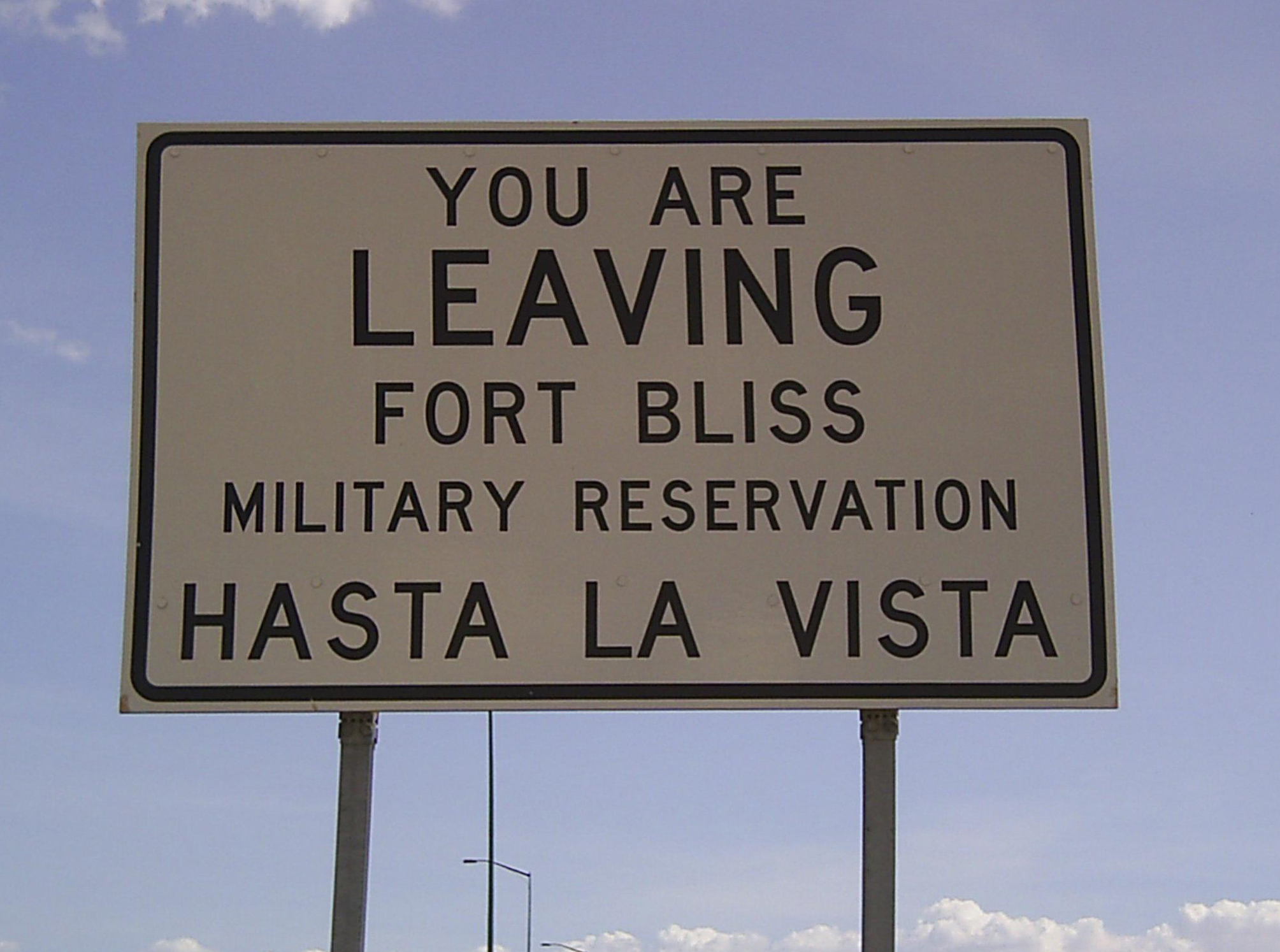
フォート・ブリスの米国陸軍基地にある標識

この言い回しはスキンのアルバム『Hasta La Vista, Baby!』のタイトルや、U2の1997年のライブアルバム『Hasta la Vista Baby! U2 Live in Mexico City』のタイトルの一部でも使われた。
ユーロビジョン・ソング・コンテストでは3度にわたってこの言い回しが使われている。最初は2003年のウクライナ代表オレクサンドル・ポノマリョフの楽曲「Hasta la vista」、次は2008年のベラルーシ代表ルスラン・アレフノの楽曲「Hasta la Vista」、3度目は2000年のセルビア代表ハリケーンの楽曲「Hasta la vista」である。